# Albert Luther
Albert Carlsen Luther (født 25. januar 1888 i Aalborg, død 14. november 1962 i København) var en dansk skuespiller.
Uddannet på Det kongelige Teaters elevskole og skuespiller ved teatret 1909-1916 og 1930-1933.
Engageret på Folketeatret 1916-1925 og på Dagmarteatret 1925-1930 og 1933-1937.
Fra 1941 og til sin død igen ansat på Det kongelige Teater.
Han var bestyrelsesmedlem i Dansk Skuespillerforbund.

## Udvalgt filmografi
- Panserbasse – 1936
- Den kloge mand – 1937
- Kongen bød – 1938
- Under byens tage – 1938
- Komtessen på Stenholt – 1939
- Sommerglæder – 1940
- Tordenskjold går i land – 1944
- Det store ansvar – 1944
- Hans store aften – 1946
- Kampen mod uretten – 1949
- For frihed og ret – 1949
- Susanne – 1950
- Familien Schmidt – 1951
- Karen, Maren og Mette – 1954